# Contea di Dali
La contea di Dali (大荔县S, DàlìP) è una contea della Cina, situata nella provincia dello Shaanxi e amministrata dalla prefettura di Weinan.